# Myles Beerman
Myles Beerman (* 13. März 1999 in Mġarr) ist ein maltesischer Fußballspieler.

## Karriere
Myles Beerman wurde im Jahr 1999 auf der Mittelmeer Insel Malta geboren. Seine Karriere begann er beim FC Floriana, dem ältesten maltesischen Fußballverein. Im Jahr 2012 wechselte der erst 13-Jährige Beerman nach England zu Manchester City. Durch sein junges Alter wurde der Transfer von der FIFA untersucht. Im August 2016 wechselte der 17-Jährige zu den Glasgow Rangers nach Schottland und unterschrieb einen Zweijahresvertrag. Bedingt durch das fehlen der Spieler Lee Wallace, Lee Hodson und Rob Kiernan kam Beerman am 5. April 2017 zu seinem Profidebüt bei den Rangers als er im Ligaspiel gegen den FC Kilmarnock in der Startelf stand. Vier Tage später stand er als Außenverteidiger gegen den FC Aberdeen ebenfalls in der ersten Elf des portugiesischen Trainers Pedro Caixinha.
Im Januar 2018 wurde Beerman an den schottischen Zweitligisten Queen of the South verliehen. Danach wurde er nach Malta zum FC Birkirkara und Gżira United verliehen. In der Sommerpause 2019 wechselte er von Glasgow zum maltesischen Hibernians Football Club.